# Экономические санкции
Экономи́ческие са́нкции (включают торго́вые са́нкции и фина́нсовые са́нкции) — экономические мероприятия запретительного характера (санкции), которые используются одним участником международной торговли (страной или группой стран) по отношению к другому участнику («объекту санкций») с целью принудить последнего к изменению политического курса.

## Определение
Поскольку в реальном мире экономические санкции переплетены с другими экономическими мерами, а политические цели с чисто экономическими, Хафбауэр с соавторами применил следующее определение экономических санкций: «преднамеренные, вызванные действиями правительства меры по прекращению (или угрозы прекращения) традиционных торговых или финансовых отношений» с политическими целями.
В частности:
- исключаются случаи позитивного воздействия (помощь или кредиты в обмен на изменение политики), если только это не часть политики «кнута и пряника», связанной с собственно санкциями (когда пряником зачастую является отмена санкций);
- включаются те случаи, когда истинные политические цели государством не высказываются (Хафбауэр полагается на неофициальные оценки экспертов);
- исключаются случаи нормальных экономических мер, связанных с давлением для достижения договорённостей между государствами в области торговли, финансов, налогообложения. В виде исключения Хафбауэр включает в определение случаи экспроприации имущества, так как оно обычно связано с политикой;
- исключаются ограничения, связанные с экспортом вооружений. Однако, ограничения КоКом и ЧинКом, как исключение, признаются санкциями, так как их цель состояла не в ограничении экспорта вооружений, но в разрушении экономик СССР и Китая соответственно.

## Причины санкций
Санкции применяются в том случае, когда полномасштабная война обойдётся слишком дорого, а дипломатические протесты выглядят бессильными.
Санкции обычно вводятся большими странами, ведущими активную глобальную внешнюю политику.
Встречаются, в виде исключения, экономические санкции, связанные с региональными конфликтами, например, испанские санкции против Великобритании с 1950 по 1984 год в связи с гибралтарским спором. Однако обычно санкции налагаются великими державами, часто США, именно потому, что они большие.
Коллективные санкции: Лиги Наций против Италии в 1935—1936 гг., ООН против Ирака в 1990 году обычно являются примерами того, как великие державы понукают к санкциям своих союзников. Хафбауэр указывает на санкции, наложенные ООН и африканскими организациями на страны Чёрной Африки, начиная с 1990-х годов, как на исключение из этого правила.
Хафбауэр с соавторами выделяют следующие мотивы, побуждающие страны ввести санкции:
- демонстрация решимости является наиболее частой причиной санкций, особенно со стороны США. Даже в том случае, когда шанс на успех санкций минимален, политическая система США вынуждает президентов драматизировать своё отношение к поступкам других стран. По сути, санкции вводятся потому, что цена введения санкций для США оказывается меньше, чем цена бездействия, так как бездействие подрывает как внутри страны, так и за рубежом уверенность в силе Америки. Союзники США часто ожидают в таких случаях наложения санкций просто для подтверждения союзнических обязательств со стороны США;
- предотвращение будущего проблемного поведения с помощью повышения затрат санкционированной страны;
- внутриполитические цели зачастую являются более важными, чем воздействие на другие государства: властям выгодно выглядеть решительно, но при этом не проливать крови.

В некоторых случаях санкции принимаются практически исключительно с целью удовлетворить избирателей и послать сигнал третьим странам; воздействие на страну, подвергшуюся санкциям, при этом не важно. Примерами являются: санкции США, Европы и Японии против Китая после разгона протестов на Тяньаньмэнь, санкции против Бирмы.

## Цели санкций
Хафбауэр с соавторами выделяет пять возможных целей санкций; в некоторых случаях преследуется несколько целей сразу:
1. Изменение политики санкционированной страны в ограниченной области. Сюда относятся некоторые случаи нарушения прав человека и религиозных свобод, а также, для США, пособничества террористам до 11 сентября 2001 года.
2. Смена режима с вторичной целью изменения политики санкционируемой страны. В течение Холодной войны эта цель для США выражалась в дестабилизации правительств, в основном в странах Латинской Америки (Фиделя Кастро на Кубе, Жуана Голарта в Бразилии, Сальвадора Альенде в Чили). СССР пытался разрушить власть Тито в Югославии. Сюда же относятся санкции против правительства Мануэля Норьеги в Панаме и Саддама Хусейна в Ираке.
3. Прекращение военных действий; такой цели США добивались санкциями против Индии и Пакистана во время войны за независимость Бангладеш.
4. Разрушение военного потенциала страны. Классическими примерами являются санкции времен Первой мировой и Второй мировой войн, а также Холодной войны. С 1970-х годов для США в эту же категорию попадает предотвращение разработки ядерного и другого оружиям массового поражения.
5. Изменение других важных аспектов политики санкционируемых стран, например, попытки заставить Саддама Хусейна уйти из Кувейта в 1990 году.

## Эффективность санкций
Споры об эффективности санкций начались после Первой мировой войны и продолжаются по нынешний день.
Санкции могут провалиться по нескольким причинам:
- несоразмерность целей и средств: слишком амбициозные цели, недостаточные усилия, нехватка поддержки со стороны других государств;
- мобилизация страны, подвергшейся санкциям: санкции зачастую имеют эффект сплочения населения санкционированной страны вокруг правительства и поиска альтернатив во внешней торговле. Примерами являются санкции Лиги Наций против Италии в 1935—1936 годах, санкции СССР против Югославии в 1948—1955 годах;
- появление у санкционированной страны внешних спонсоров, готовых компенсировать возникающие в связи с санкциями проблемы. Во время Холодной войны такая компенсация происходила почти автоматически в случаях, когда малые страны оказывались втянутыми в противостояние великих держав (американские санкции против Кубы, советские санкции против Югославии и Албании). При этом как Куба, так и Югославия оказались в результате применения санкций одной стороной и поддержки другой в экономически более выгодной позиции, чем до введения санкций;
- противодействие со стороны союзников и деловых кругов внутри страны, налагающей санкции. Союзники не только могут отказаться следовать предложенным жёстким мерам, но и ввести собственные законы, запрещающие участие компаний в санкциях (примерами являются антибойкотные законы[англ.] США и закон Великобритании «О защите коммерческих интересов»[англ.]). Особенно серьёзным противодействие союзников может стать в случае попыток экстерриториального использования санкций, как в случае санкций США, связанных с трубопроводными сделками Европы, когда европейцы не могли понять, кто же является истинной мишенью: СССР или европейские компании.

Хафбауэр с соавторами классифицируют 204 случая санкций как успешные или неуспешные. По их наблюдениям, успех зависит от поставленной цели, в среднем санкции достигают успеха примерно в трети случаев:
| Цель                                   | Число случаев | Процент успеха |
| -------------------------------------- | ------------- | -------------- |
| Умеренная модификация политики         | 43            | 51             |
| Смена режима или демократизация        | 80            | 31             |
| Прекращение военных действий           | 19            | 21             |
| Разрушение военного потенциала         | 29            | 31             |
| Другие существенные изменения политики | 33            | 30             |

Хафбауэр с соавторами отмечают, что санкции существенно более эффективны тогда, когда они направлены против дружественных или нейтральных стран: почти 50 % успеха в случае дружественных стран, 33 % в случае нейтральных, и лишь 19 % в случае враждебных. При этом цели прекращения военных действий в случае враждебных стран с помощью санкций не удалось добиться ни разу.

## Типы санкций
Торговые санкции налагаются как на импорт из санкционированной страны, так и на экспорт в эту страну. Исторически, три четверти санкций относились к экспорту, так как сравнительно больши́е страны, налагающие санкции, с большой вероятностью доминируют на подвергающихся санкциям экспортных рынках (например, военной техники или средств производства), в то время как санкционированная страна с большой вероятностью может найти альтернативные рынки сбыта своей продукции. Другая причина перевеса экспортных мер состоит в том, что законы США, которые участвовали в 2/3 санкций (140 из 204, рассмотренных Хафбауэром), дают президенту гораздо больше возможностей для запрета экспорта, чем для ограничений на импорт. Однако к XXI веку глобализация привела к тому, что ограничения на экспорт даже в области самых сложных технологий дают меньший эффект, чем в период после Второй мировой войны. Ограничения на торговлю обычно избирательны, и в глобализированном мире приводят к перенаправлению торговли, а не её прекращению; изменение импортных и экспортных цен при этом для санкционированной страны зависит от конкретного рынка и зачастую минимально.
Финансовые санкции (в узком определении Хафбауэра, «отмена или задержка выдачи кредитов или грантов»), в чистом виде применялись лишь в четверти случаев. Однако финансовые санкции имеют преимущество перед торговыми в нескольких областях:
- убытки от торговых санкций в санкционированной стране более-менее равномерно распределяются по всему населению, в то время как финансовые санкции концентрируются на узком круге, приближённом к властям;
- убытки от торговых санкций внутри страны, налагающей их, концентрируются в отдельных областях промышленности, фактически некоторые компании вынуждаются к субсидированию политики всего государства. Финансовые санкции распределяются гораздо более равномерно и, в случае отказа в государственных кредитах, убытки несёт та же структура (государство), которая может получить от санкций выгоду;
- экономические последствия торговых санкций для подвергающейся им страны (снижение цен на экспорт и увеличение их на импорт) имеют нежелательный для налагающей санкции страны саморегулирующий эффект: поощрение экспорта и повышение привлекательности импорта на рынок санкционированной страны. Эффекты финансовых санкций (ограничение кредита и повышение ставок), наоборот, увеличивают риск финансирования.

Замораживание имущества санкционируемых стран исторически применялось лишь в ситуации войны или очень серьёзного международного конфликта. Однако в XXI веке сравнительно большое распространение получило замораживание имущества отдельных граждан.

## Издержки
Хафбауэр отмечает, что отрицательный эффект санкций на экономику налагающей их страны трудно подсчитать, но обычно он незначителен. Это связано с тем, что эффект санкций редко превышает 2 % ВВП страны, на которую направлены санкции, а экономика страны/стран, применяющих санкции, обычно значительно больше, и санкции потому ещё менее заметны. Тем не менее, наложение санкций может привести к отрицательным внутриполитическим последствиям, так как ущерб наносится отдельным компаниям и отраслям, и может быть очень длительным (так как компании будут считаться впредь «ненадёжными поставщиками»). По сути, экономические санкции для налагающей страны являются особым видом налога для финансирования внешнеполитической деятельности, но при этом очень неравномерно распределённым в обществе.
Под давлением пострадавших экспортёров в некоторых странах были приняты специальные законы, ограничивающие возможности исполнительной власти по наложению санкций. Так, в США в 1979 году был принят Закон «О регулировании экспорта», который, вместе с поправками, принятыми в 1985 году, требует, чтобы:
- эмбарго на поставки сельскохозяйственной продукции не продолжалось более 60 дней;
- не налагались новые запрещения на уже заключённый контракты, если только не произошло «нарушение мира» (англ. breach of peace);
- ограничения на экспорт отменялись, если товары того же качества можно купить в других странах.

## История
Экономические санкции имеют длительную историю (в истории античности и средневековья они известны под названием «репрессалии»).
Ещё в 432 году до н. э. Aфинский морской союз наложил санкции на город Мегару. Аристофан в антивоенной комедии «Ахарняне» отводит этим санкциям важную роль в развязывании катастрофической для Афин Пелопонесской войны (перевод С. Апта):
И вот Перикл, как олимпиец, молнии
И громы мечет, потрясая Грецию.
Его законы, словно песня пьяная:
«На рынке, в поле, на земле и на море
Мегарцам находиться запрещается».
Тогда мегарцы, натерпевшись голода,
Спартанцев просят отменить решение,
Что из-за девок приняли афиняне.
А нас просили часто – мы не сжалились.
Тут началось бряцание оружием.
«Вот не бряцали б», – скажут. Но, помилуйте,
Что оставалось им?
Средневековые санкции обычно были локальными и краткосрочными, из-за быстро меняющихся интересов стран и правителей, приводящих к краткосрочным конфигурциям торговых и военных союзов.
В Новое время популярным инструментом санкций стали блокады, морские блокады получили широкое распространение в XIX веке. Так, с 1827 по 1914 год были объявлены 21 блокада против Турции, Португалии, Нидерландов, Колумбии, Панамы, Мексики, Аргентины (французская и англо-французская блокады) и Сальвадора. Блокады объявлялись Великобританией (12 раз), Францией (11 раз), Италией (трижды), Германией (трижды), Россией (дважды), Австрией (дважды) и Чили.
В качестве успешных экономических санкций местного значения можно привести экономическое удушение японцами поселения передовщика Звездочётова на острове Уруп в 1803—1804 гг. (через запрет айнам торговать с русскими).
Особенно широкое распространение экономические санкции получили в XX и XXI веке. Вначале санкции обычно были частью ведущихся войн. Идея о санкциях как заменителе агрессии привлекла внимание лишь после Первой мировой войны, но до Второй мировой войны санкции налагались практически исключительно в связи с военными действиями. После расширения списка поставленных перед санкциями целей количество случаев их применения значительно выросло (хотя потери от санкций никогда не превышали нескольких процентов мирового валового продукта). Хофбауэр с соавторами группирует санкции по пятилеткам:
| Годы      | Количество случаев санкций |
| --------- | -------------------------- |
| 1911-1915 | 1                          |
| 1916-1920 | 2                          |
| 1921-1925 | 2                          |
| 1926-1930 | 0                          |
| 1931-1935 | 3                          |
| 1936-1940 | 3                          |
| 1941-1945 | 1                          |
| 1946-1950 | 8                          |
| 1951-1955 | 5                          |
| 1956-1960 | 10                         |
| 1961-1965 | 15                         |
| 1966-1970 | 4                          |
| 1971-1975 | 13                         |
| 1976-1980 | 25                         |
| 1981-1985 | 15                         |
| 1986-1990 | 20                         |
| 1991-1995 | 34                         |
| 1996-2000 | 13                         |

### Санкции и Лига Наций
Идея о том, что коллективное применение экономических санкций может предотвратить агрессию, была положена в основу Лиги Наций. Президент США Вудро Вильсон сказал в 1919 году в Индианаполисе: «Страна подвергнувшаяся бойкоту, близка к капитуляции. Приложите экономические, мирные, тихие, смертельные меры, и в применении силы не будет необходимости. Это ужасное лекарство. От него никто не гибнет за пределами бойкотируемого государства, но оно создаёт давление, которого, на мой взгляд, не может выдержать ни одна современная страна».

## Подрыв санкций
Эрли выделяет два типа подрыва санкций:
1. основанный на торговле: компании в третьих странах рассматривают санкции как возможность расширения рынка, их действия смягчают последствия санкций для целевой страны;
2. основанный на экономической помощи: правительства третьих стран заинтересованы в неуспехе санкций и оказывают помощь целевой стране.

В отличие от второго типа подрыва санкций, который требует жертв от стран-доноров, первый тип, наоборот, может быть очень выгодным для экономики третьих стран.

## Санкции США
Благодаря своим широким финансовым и экономическим возможностям США более активно, чем прочие государства, применяют экономические санкции против различных государств, организаций и физических лиц. Режим санкций СЩА регулируется следующими федеральными законами:
- Закон о торговле с враждебными государствами (Trading with the Enemy Act[англ.], 1917 г.), принят во время Первой мировой войны. Поправки к этому закону, принятые в 1933 году, позволяют также ограничить оборот золота в случае объявления чрезвычайного положения, связанного не только с участием в вооруженном конфликте (смотри также Конфискация золота у населения США в 1933 году);
- Закон об иностранной помощи (Foreign Assistance Act[англ.], 1961 г.), предусматривает ограничение или отмену программ международной помощи США для государств, правительства которых ограничивают или нарушают права человека;
- Закон о чрезвычайных ситуациях (National Emergencies Act[англ.], 1976 г.);
- Закон о международных чрезвычайных экономических полномочиях (International Emergency Economic Powers Act, 1977 г.), наделяет президента США правом вводить экономические санкции в различных случаях;
- Закон о контроле над экспортом (Export Administration Act[англ.], 1979 г.), наделяет президента США правом контролировать экспортные операции с целью обеспечения национальной безопасности и целей внешней политики.

Наряду с этими законами выделяют ещё три закона, которые также используются для применения санкций в отношении физических и/или юридических лиц:
- Закон о борьбе с терроризмом и о применении смертной казни (Antiterrorism and Effective Death Penalty Act[англ.], 1996 г.), который допускает возможность признание деятельности какой-либо организации террористической, что означает запрет на финансирование данной организации.
- Закон об иностранных наркоторговцах (Foreign Narcotics Kingpin Designation Act[англ.], 1999 г.), который закрывает для наркоторговцев и контролируемых ими компаний или других юридических лиц доступ к финансовой системе США, а также запрещает физическим и юридическим лицам-резидентам США вступать в любые виды торговых и других экономических отношений с ними.
- Закон о торговле чистыми алмазами (Clean Diamond Trade Act[англ.], 2003 г.), который запрещает импорт алмазов из регионов, охваченных вооруженными конфликтами.

Санкции против тех или иных государств также предусмотрены специальными законами: Закон о демократии для Кубы (Cuban Democracy Act, 1992), Закон о всеобъемлющих санкциях в отношении Ирана, привлечении к ответственности и дивестрировании (Comprehensive Iran Sanctions, Accountability, and Divestment Act, 2010) и др.
Закон о противодействии противникам Америки посредством санкций 2017 года, который распространил обязанность соблюдения санкционного режима на «неамериканских лиц», предусматривает так называемые «вторичные санкции», которые могут вводиться против иностранных компаний, нарушающих санкционный режим США путем осуществления значительных транзакций с компаниями из санкционных списков.

## Санкции Европейского союза
Европейский союз также активно использует санкции (по официальной терминологии — «ограничительные меры/restrictive measures»). Они принимаются единогласным решением Совета Европейского союза по представлению Верховного представителя Союза по иностранным делам и политике безопасности. Возможность введения санкций предусмотрена статьей 215 Договора о функционировании Европейского союза.
В июне 2023 года Совет ЕС принял так называемый 11-й пакет санкций против России в связи с связи со вторжением России на Украину, которым он предоставил себе полномочия вводить «вторичные санкции», то есть санкции в отношении компаний стран, не входящих в ЕС, помогающих обходить торговые эмбарго против России. и ограничивать торговлю с третьими странами, при посредничестве которых подсанкционные европейские товары систематически попадают в Россию.

## Санкции России
В Российской Федерации основным законом, регулирующим применение санкций (специальных экономических мер) является Федеральный закон № 281-ФЗ от 30.12.2006 «О специальных экономических мерах». На основании этого закона решение о введении специальных экономических мер принимается президентом Российской Федерации.